# Оулавюр Скуласон
Оулавюр Скуласон (исл. Ólafur Skúlason; 29 декабря 1929, Биртингахольт — 9 июня 2008, Рейкьявик) — исландский прелат, епископ Исландии с 1989 по 1997 год.

## Биография
Оулавюр Скуласон родился в Биртингахольте в общине Хрюнаманнахреппюр 29 декабря 1929 года в семье Скули Оддлейфссона (исл. Skúli Oddleifsson), который работал бригадиром и землеустроителем, и Сигридюр Аугустсдоуттир (исл. Sigríður Ágústsdóttir), домохозяйки. Изучал богословие на богословском факультете Исландского университета и окончил его 27 мая 1955 года.
После окончания Исландского университета 5 июня 1955 года он был рукоположён в священники для служения исландскому собранию в Маунтин, Северная Дакота. В 1960 году он был назначен первым представителем молодежи в Церкви Исландии, а в 1964 году стал пресвитером в Бустадаркиркье в Рейкьявике. В 1975 году Оулавюр был назначен пробстом в Рейкьявике. В 1983 году он был рукоположён в титулярного епископа Скаульхольта и назначен вспомогательным епископом при епископе Исландии. Весной 1989 года он был избран епископом Исландии и рукоположён в епископы в Хадльгримскиркья 1 июля 1989 года. В декабре 1997 года ушел на покой, а его приемником стал Кадль Сигюрбьёдссон.
Время его пребывание в должности епископа Исландии ознаменовалось большим преобразованием в сторону большей независимости церкви Исландии. Вершиной этих изменений стал закон о статусе церкви, в котором ей было предоставлено право самостоятельно решать все вопросы, которые её непосредственно касались. Оулавюр также был членом правления Всемирной лютеранской федерации и возглавлял администрацию Экуменической организации в Страсбурге.
Был женат с 18 июня 1955 года на Эббе Гвюдрун Бринхильдюр Сигюрдардоуттир (исл. Ebba Guðrún Brynhilda Sigurðardóttir). Имел трех детей — сына Скули Сигюрдюра (род. 9 августа 1958 года) и дочерей Гвюдрун Эббу (род. 1 февраля 1956 года) и Сигридюр (род. 9 августа 1958 года).